# 山本じん

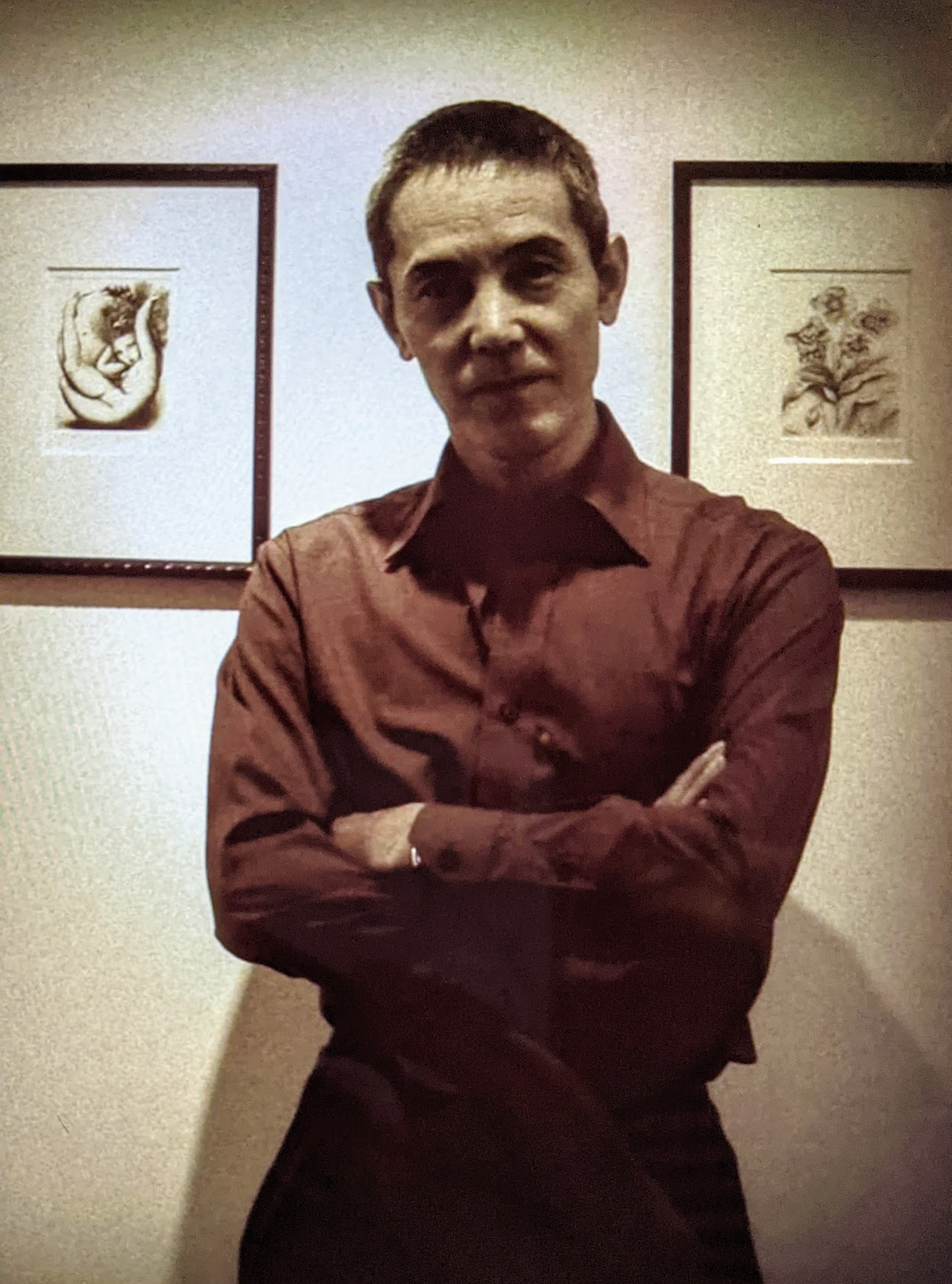
山本じん（2012年・個展時）

山本 じん（やまもと じん、1950年1月25日 - ）は、日本の画家、彫刻家、人形作家。

## 略歴・人物
1950年1月25日、岡山県生まれ。高校卒業後に美容師免許を取得し、20代で上京、美容師・舞台などのヘアメイクに従事する。
1975年、独学で芸術を学び、油彩、版画、素描、球体関節人形を制作し始める。
1980年、銀座・永井画廊にて初個展。
以後、東京を中心に、渋谷・美蕾樹（ミラージュ）や銀座・青木画廊などのギャラリー、東京都現代美術館などでの個展・グループ展・イベント等に参加。
広島県在住。

## 銀筆画
レオナルド・ダ・ヴィンチも用いた、絵画・素描などを描く技法で、羊皮紙にほぼ純銀に近い銀を削った鉛筆状の筆記具で絵を描くもの。山本じんはこの技法を自身で研究。2002年より絵画作品を発表しつづけ、日本では数少ない銀筆画アーティストとして知られている。近年では、銀筆と鉛筆両方を用いての絵画や、銀筆と油彩をミックスした絵画など、独自の技法での作品も生み出している。

## 球体関節人形
人形の作り方も、教室などに通ったり作家に師事することもなく自己流で発展させていった。2004年には、押井守監督の映画『イノセンス』公開記念として東京都現代美術館にて大規模に開催された「球体関節人形展」に出品。近年では、球体関節人形の制作数は減少し、彫刻作品が多くなってきている。

## モチーフ
これまで個展などで扱ってきた作品テーマは様々だが、特に代表的なモチーフは、ルーカス・クラナッハ、纏足、植物、祈りなど。纏足は、自身でアンティークの纏足靴を収集するほどであり、雑誌『月刊美術』でもそのコレクションが取り上げられた。また、近年は絵本古事記の挿画や、さらには山本の父が遺した書道作品に絵を重ねた作品なども発表している。

## 書籍表紙画
山本じんの絵画作品は多数、書籍の表紙を飾っている。代表的なものとしては
- 大江健三郎　『臈（らふ）たしアナベル・リイ 総毛立ちつ身まかりつ』　（単行本・新潮社）
- 大江健三郎　『美しいアナベル・リイ』　（新潮文庫）
- 井上雅彦　『燦めく闇』　（単行本・光文社）
- 沼正三　『禁じられた青春　上・中・下』　（幻冬舎　アウトロー文庫）　など

## 映像作品への参加
- 1994年、以前より交流のあったあがた森魚とともに、漫画雑誌『ガロ』に掲載された鈴木翁二の漫画『オートバイ少女』を映画化。脚本および美術を担当する。
- 2004年、テレビ東京などで放送されたテレビドラマ『ウルトラQ dark fantasy』にて、実相寺昭雄監督が手がけた第24話『ヒトガタ』に人形「ミニヨン」を、第25話『闇』に絵画とオブジェを提供。『ヒトガタ』に使用された少女人形は作家本人が「ミニヨン」と呼ぶ、少女の等身大の人形である。
- また、「ミニヨン」は1998年放送のドラマ『ウルトラマンダイナ』第38話『怪獣戯曲』にも出演している。

## 作品集
- 高橋睦郎による詩を織り交ぜ限定発売された銀筆画集『Phoenix Treasure』
- 未生響による詩を併せた『NATURA』
- 『絵本古事記・よみがえり』（山本じん・画、寮美千子・文）　など。